# Hluchiwzi
Hluchiwzi (ukrainisch Глухівці; russisch Глуховцы Gluchowzy, polnisch Głuchowce) ist eine Siedlung städtischen Typs im Norden der ukrainischen Oblast Winnyzja mit etwa 3300 Einwohnern (2019).

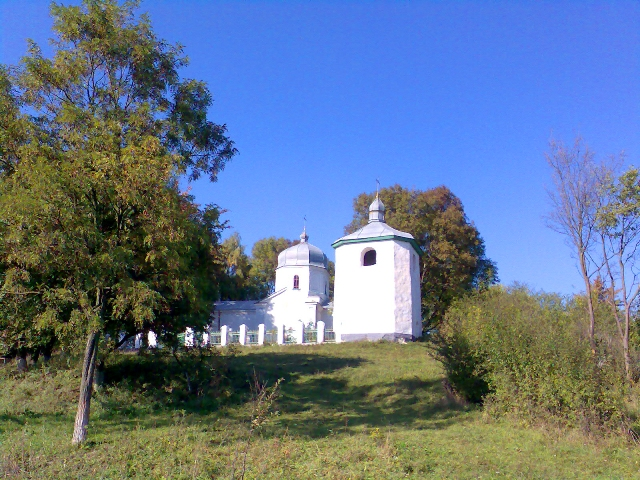
Orthodoxe Kirche in Hluchiwzi

Hluchiwzi ist die einzige Ortschaft der gleichnamigen Siedlungsratsgemeinde und besitzt seit 1981 den Status einer Siedlung städtischen Typs.
Die 1595 gegründete Ortschaft liegt am Hnylopjat (Гнилоп'ять), einem 99 km langen Nebenfluss des Teteriw im Rajon Chmilnyk an der Fernstraße M 21 15 km nordwestlich vom ehemaligen Rajonzentrum Kosjatyn,  77 km nördlich vom Oblastzentrum Winnyzja und 23 km südwestlich der Stadt Berdytschiw.

## Verwaltungsgliederung
Am 28. Juli 2017 wurde die Siedlung zum Zentrum der neugegründeten Siedlungsgemeinde Hluchiwzi (Глуховецька селищна громада/Hluchowezka selyschtschna hromada). Zu dieser zählten auch die Dörfer Huriwzi und Nepediwka sowie die AnsiedlungHluchiwzi, bis dahin bildete sie zusammen mit der Ansiedlung Hluchiwzi die gleichnamige Siedlungsratsgemeinde Hluchiwzi (Глуховецька селищна рада/Hluchowezka selyschtschna rada) im Norden des Rajons Kosjatyn.
Am 5. März 2019 kam noch die Siedlung städtischen Typs Brodezke sowie die Ansiedlung Dubyna zum Gemeindegebiet, am 9. September 2019 folgten noch die Dörfer Derschaniwka, Panassiwka und Pusyrky, am 12. Juni 2020 kamen noch die 8 in der untenstehenden Tabelle aufgelisteten Dörfer zum Gemeindegebiet.
Am 17. Juli 2020 kam es im Zuge einer großen Rajonsreform zum Anschluss des Rajonsgebietes an den Rajon Chmilnyk.
Folgende Orte sind neben dem Hauptort Hluchiwzi Teil der Gemeinde:
| Name                     | Name         | Name                        |
| ukrainisch transkribiert | ukrainisch   | russisch                    |
| ------------------------ | ------------ | --------------------------- |
| Bilopillja               | Білопілля    | Белополье (Belopolje)       |
| Brodezke                 | Бродецьке    | Бродецкое (Brodezkoje)      |
| Derschaniwka             | Держанівка   | Держановка (Derschanowka)   |
| Dubyna                   | Дубина       | Дубина (Dubina)             |
| Hluchiwzi                | Глухівці     | Глуховцы (Gluchowzy)        |
| Huriwzi                  | Гурівці      | Гуровцы (Gurowzy)           |
| Kaschperiwka             | Кашперівка   | Кашперовка (Kaschperowka)   |
| Nepediwka                | Непедівка    | Непедовка (Nepedowka)       |
| Panassiwka               | Панасівка    | Панасовка (Panassowka)      |
| Pljachowa                | Пляхова      | Пляховая (Pljachowaja)      |
| Pusyrky                  | Пузирки      | Пузырьки (Pusyrki)          |
| Schescheliw              | Жежелів      | Жежелев (Scheschelew)       |
| Selyschtsche             | Селище       | Селище (Selischtsche)       |
| Welyke                   | Велике       | Великое (Welikoje)          |
| Werbolosy                | Верболози    | Верболозы (Werbolosy)       |
| Wernyhorodok             | Вернигородок | Вернигородок (Wernigorodok) |